# Xenostega tincta
Xenostega tincta är en fjärilsart som beskrevs av W. Warren 1899. Xenostega tincta ingår i släktet Xenostega och familjen mätare. Inga underarter finns listade i Catalogue of Life.